# InterConnex

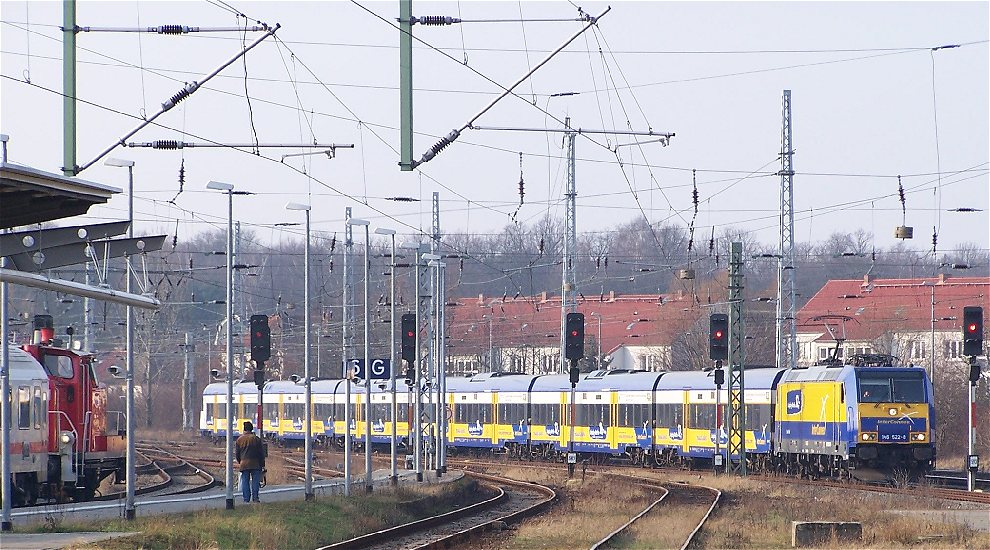
InterConnex érkezik Rostockba

Az InterConnex a Veolia Verkehr (korábban Connex Verkehr) Ostseeland Verkehr GmbH nevű leányvállalatának egy márkaneve.
Ezen a néven indult el 2002. március 1-jén az első magánvasút által üzemeltetett, piaci alapú távolsági vonat Németországban. Jelenleg naponta közlekedik Lipcséből Berlinen és Rostockon át Warnemündébe és vissza. A távolsági közlekedésben kedvező áraival kívánja megkülönböztetni magát a konkurenciától, elsősorban a Deutsche Bahntól.

## Fordítás
- Ez a szócikk részben vagy egészben az InterConnex című német Wikipédia-szócikk ezen változatának fordításán alapul.  Az eredeti cikk szerkesztőit annak laptörténete sorolja fel. Ez a jelzés csupán a megfogalmazás eredetét és a szerzői jogokat jelzi, nem szolgál a cikkben szereplő információk forrásmegjelöléseként.